# Kabarett

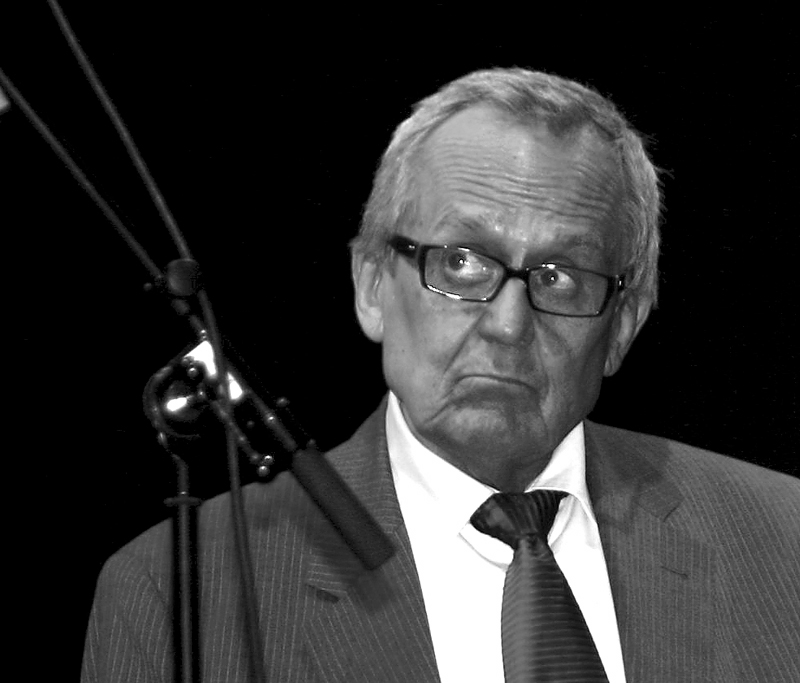
Dieter Hildebrandt, ein Altmeister des deutschen Kabaretts (2007)

Das Kabarett (Deutschland: [ˈkabaʀɛt], [kabaˈʀɛt]; Österreich: [kabaˈʀeː]; Schweiz: [ˈkabaʀeː]) ist eine Form der Kleinkunst, in der darstellende Kunst (schauspielerische Szenen, Monologe, Dialoge, Pantomime), Lyrik (Gedichte, Balladen) oder Musik oft in Form der Satire oder Polemik miteinander verbunden werden. Kabarett ist in seiner Motivation gesellschaftskritisch, komisch-unterhaltend und/oder künstlerisch-ästhetisch.

## Etymologie
Das Wort Kabarett stammt vom französischen cabaret (Schänke oder Kneipe) und wurde später zu Kabarett [kabaˈʀɛt] eingedeutscht. Das Wort Cabaret selbst wird international und historisch oft gleichbedeutend mit Revue verwendet. In der Schweiz und in Österreich hat sich wie bei vergleichbaren Begriffen die französische Aussprache [kabaˈʀe] erhalten. Zuweilen wird auf die Bedeutung des Wortes Kabarett als einer drehbaren Speiseplatte mit kleinen Fächern oder Schüsselchen hingewiesen.

## Abgrenzung zu Comedy und Stand-up-Comedy
Die Grenzen zwischen Kabarett zu Comedy und Stand-up-Comedy sind bisweilen fließend; so können Künstler wie zum Beispiel Michael Mittermeier, Django Asül, Josef Hader, Alfred Dorfer oder auch Dieter Nuhr immer wieder nur schwer eindeutig dem Kabarett oder der Comedy zugeordnet werden. Grundsätzlich steht im Kabarett eher eine pointierte Kritik öffentlicher Ereignisse oder Personen aus Politik und Gesellschaft durch den Kabarettisten im Mittelpunkt, während bei Comedy und Stand-up-Comedy oft eher die komische Schilderung von Konflikten mit der eigenen Umwelt im Vordergrund steht. Dabei fußt der Effekt des Kabaretts, mehr noch als bei Comedy und Stand-up, auf dem Spiel mit dem Wissen des Zuschauers.

## Formen
Die Verbindung vom Schauspiel mit seinen epischen und dramatischen Elementen, Lyrik und Musik kann sehr unterschiedliche Kabarettformen hervorbringen. Häufige Stilelemente sind die Satire und Parodie, die sich dann in einem Sketch ausdrücken, sowie Sarkasmus und Ironie.
Eine Kabarettveranstaltung ist zuweilen in Nummern (Sketches, Lieder, Parodien, Schmähreden) aufgeteilt, die durch Conférencen verbunden werden. Dieses Nummernkabarett wurde in Österreich u. a. von Josef Hader und Alfred Dorfer zu einer zwanglosen poetischen Erzählung weiterentwickelt. Eine Sonderform stellt das Vortragskabarett dar, wobei hier alle Stilelemente eines konventionellen Bühnenvortrags (Beamer, Overheadprojektor, Flipchart usw.) mit schauspielerischen Elementen (Kostüm, Maske, Gesang usw.) verbunden werden.
Kabarett findet traditionell auf einer Bühne vor Publikum und seit den 1960er Jahren in Hörfunk und Fernsehen statt. Beispiele aus dem öffentlich-rechtlichen Rundfunk sind Scheibenwischer, Mitternachtsspitzen und Neues aus der Anstalt sowie dessen Nachfolge-Sendung Die Anstalt.

## Geschichte
Anfang der 1880er Jahre wurde in Paris mit dem cabaret artistique von Rodolphe Salis das erste Kabarett eröffnet. Am 18. November 1881 erhielt es den Namen Le Chat Noir und es sollte „politische Ereignisse persiflieren, die Menschheit belehren, ihr ihre Dummheit vorhalten, dem Mucker die schlechte Laune abgewöhnen.“ Es wurde schnell auch zu einer Stätte, in der die Artisten, damit waren im Paris des 19. Jahrhunderts sämtliche Künstler gemeint, ihre Nummern ausprobierten und sich gegenseitig vorführten, bevor sie dem Publikum vorgestellt wurden.

### Deutschland

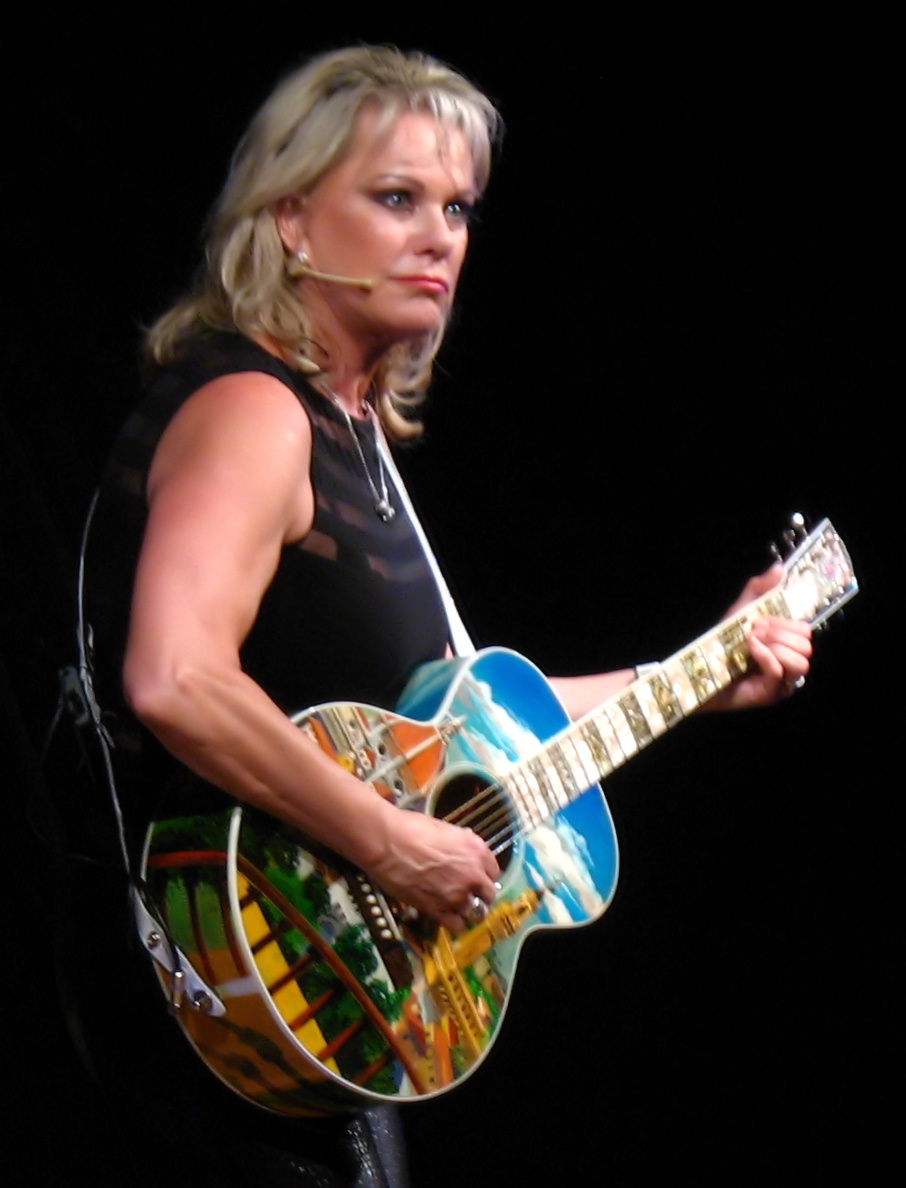
Lisa Fitz, 2009

Zwanzig Jahre später mietete Ernst von Wolzogen in Berlin in der Alexanderstraße 4 die Sezessionsbühne und eröffnete am 18. Januar 1901 die Kleinkunstbühne Überbrettl, die jedoch bereits mit Ende der Spielzeit 1902/03 in Liquidation ging.
Etwa zur selben Zeit bildete sich in München die Gruppe Elf Scharfrichter, die ihr Kabarett nach einer Europatournee und anschließender Auflösung der Gruppe 1904 nach Wien brachten. Hier gab es allerdings schon seit 1901 das Kabarett von Felix Salten.
Einer der ersten Kabarettstars in Deutschland war Otto Reutter, dessen Couplets inzwischen 100 Jahre überdauert haben. Die strenge Theaterzensur im Kaiserreich sorgte dafür, dass im Kabarett des beginnenden 20. Jahrhunderts jegliche Form der öffentlichen Kritik verboten war. Mit dem Ende des Ersten Weltkrieges wurde die Zensur auf Theater und Kabarettprogramme aufgehoben, und die Kabarettisten konnten ab 1919 auf die aktuellen politischen Entwicklungen und die soziale Situation der Menschen eingehen. In dieser Zeit blühte das deutsche Kabarett erstmals auf und brachte neben Otto Reutter, der bis 1931 sein Alterswerk schuf, so unterschiedliche Künstler wie Claire Waldoff, Werner Finck (1929–1935 beim Kabarett Die Katakombe), Hans Deppe, Isa Vermehren, Rudolf Platte, Ivo Veit oder Karl Valentin (auch Direktor des Münchener Kabaretts Wien-München) hervor. Für das Kabarett schrieben damals angesehene Autoren wie Kurt Tucholsky und Erich Kästner. Klaus Mann verfasste für das Kabarett seiner Schwester Erika Mann, Die Pfeffermühle, Couplets und Texte.

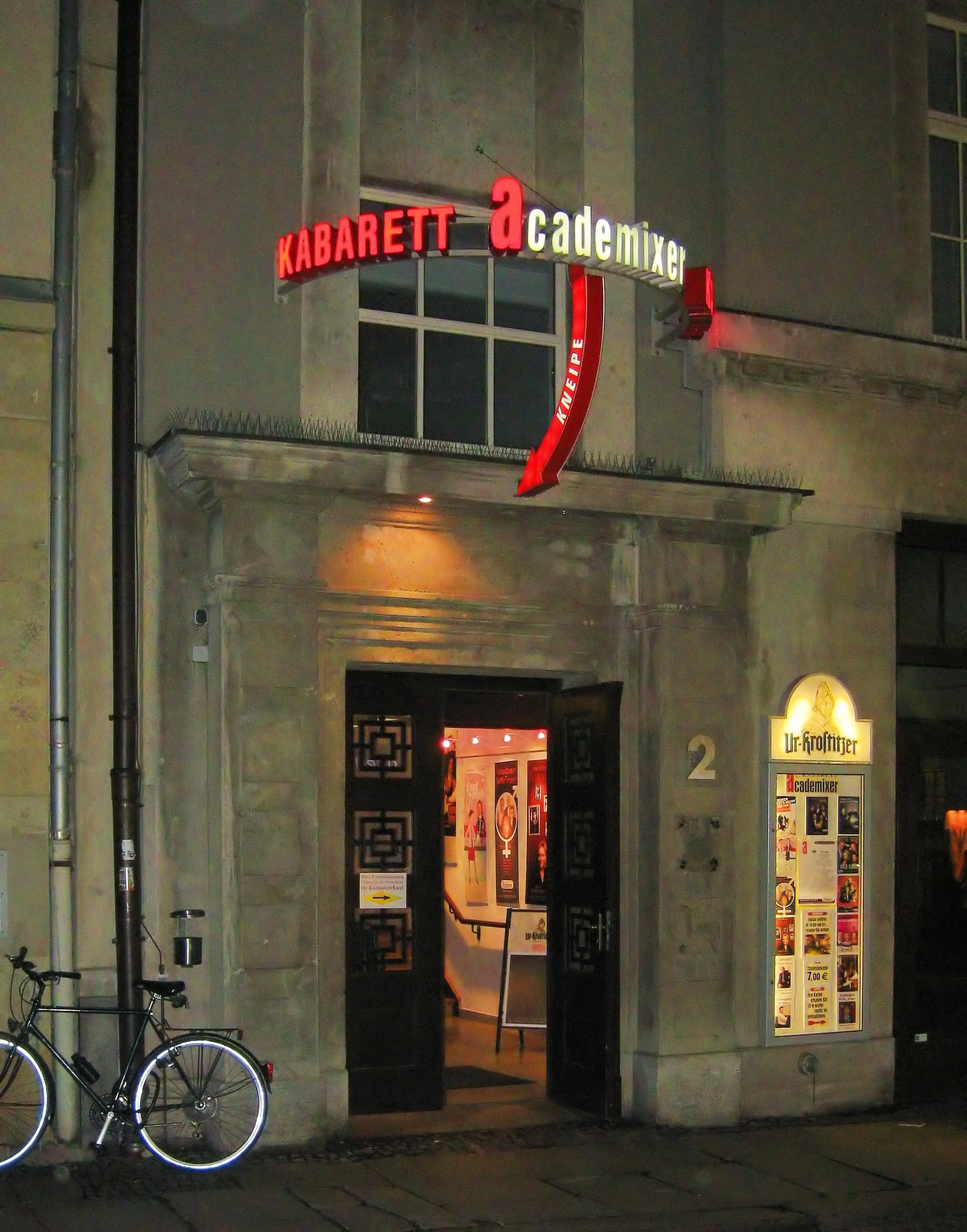
Eingang zum academixer-Keller in Leipzig

Ab der Machtübernahme der NSDAP wurden diese geistvolle Zeitkritik bekämpft und die Akteure verfolgt, mit schwerwiegenden Folgen für das Kabarett in Deutschland: Finck zum Beispiel wurde 1935 verhaftet und im KZ Esterwegen interniert, Tucholsky starb Ende desselben Jahres an einer Überdosis Tabletten. Max Ehrlich wurde am 1. Oktober 1944 in Auschwitz ermordet. Viele der deutschsprachigen Kabarettisten begaben sich ins Exil in die Schweiz, nach Frankreich, Skandinavien oder in die USA. Die Folge war, dass es in Deutschland selbst nur noch das staatlich kontrollierte Kabarett gab, das immer stärker zu einer Bühne für volksdeutsche Witzeerzähler verkam oder das Publikum zum Durchhalten aufforderte. Zeit- oder Systemkritik selbst starb jedoch nicht aus, konnte aber nur noch unter der Hand in privatem Kreis erfolgen.

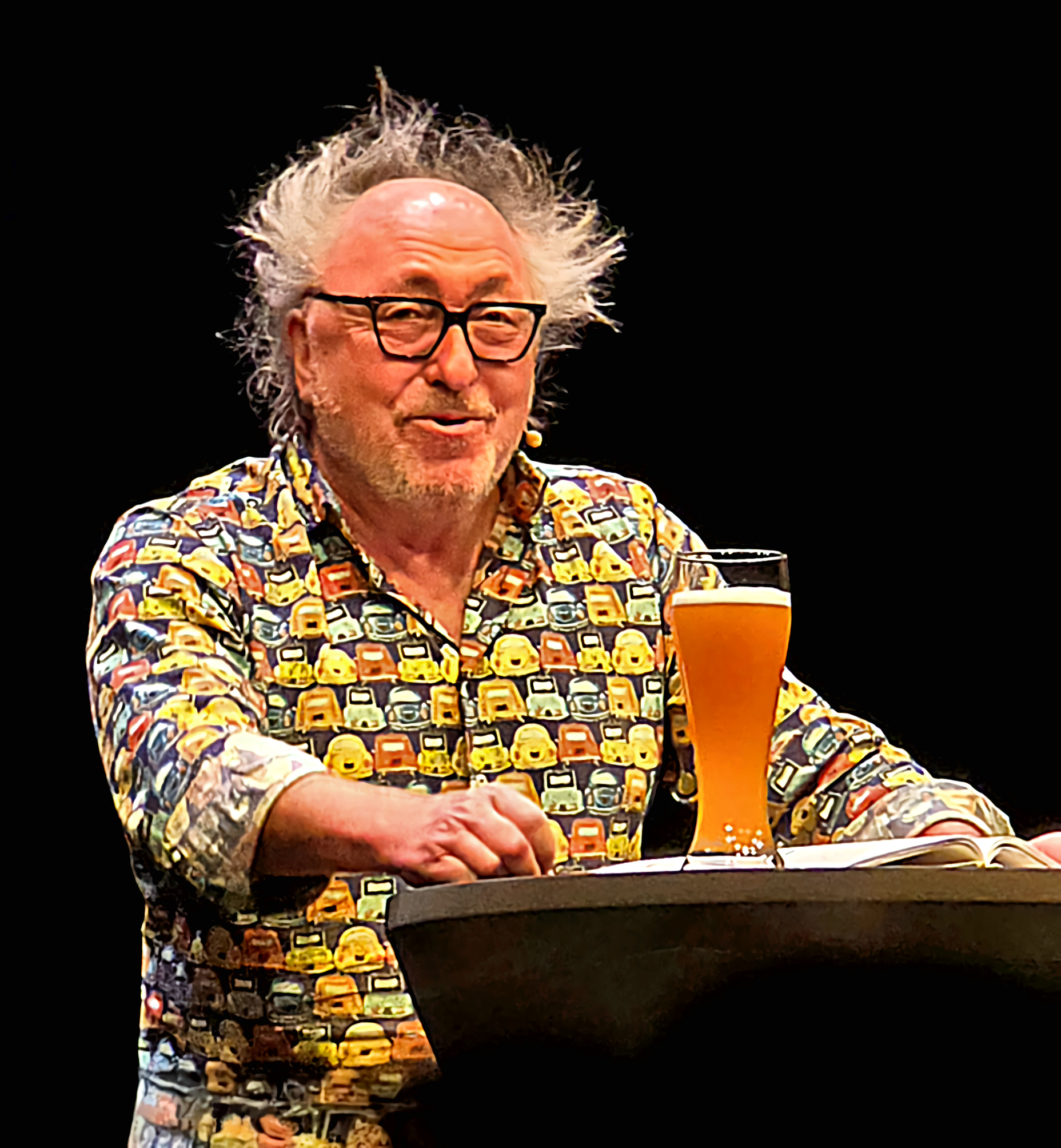
Urban Priol, 2025

Ab 1945 sorgten die Besatzungsmächte dafür, den Deutschen die Gräuel der nationalsozialistischen Herrschaft näher zu bringen. Zur Umerziehung gehörte auch das kulturelle Leben. So halfen die Kulturoffiziere der Militärregierungen dabei, Theater und Kabarett in Gang, neue und bisher verbotene Stücke auf die Bühne zu bringen. Fast vergessen ist, dass es unmittelbar nach 1945 auch in der sowjetischen Besatzungszone eine relativ freie Kabarettszene gegeben hat, so in Leipzig das von Ferdinand May 1945 gegründete Literarische Kabarett (ab 1947 Die Rampe). Erst Mitte der 1950er Jahre wurden die freien Kabaretts durch das propagandistische Kabarett ersetzt. Im Westen prangerten schnell die Tol(l)eranten in Mainz (mit Hanns Dieter Hüsch), das Kom(m)ödchen in Düsseldorf (mit Kay und Lore Lorentz), Die Schaubude in München (1945–1948 mit Ursula Herking, Bum Krüger, Hellmuth Krüger, Monika Greving, Karl Schönböck, Bruno Hübner) - der ein paar Jahre nach der Schließung die Kleine Freiheit und noch später die Münchner Lach- und Schießgesellschaft (mit Dieter Hildebrandt, Klaus Havenstein, Achim Strietzel, Ursula Herking, Hans Jürgen Diedrich und Sammy Drechsel) folgten - sowie Die Stachelschweine in Berlin (mit Rolf Ulrich, Inge Wolffberg, Günter Pfitzmann, Jo Herbst, Wolfgang Gruner, Achim Strietzel) Themen wie die Bundesregierung des damaligen Kanzlers Konrad Adenauer, den Kalten Krieg und später die Auswüchse des Wirtschaftswunders an.
Die vielfältigen Probleme der ständig gefährdeten Insel der Freiheit West-Berlin wurden vorwiegend in Günter Neumanns (1913–1972) Kabarett Die Insulaner glossiert.
Die Programme dieser Kabarettisten der 1950er Jahre wurden durch die Entdeckung der Satire als kabarettistisches Stilmittel erstmals große Publikumserfolge, die sich auch im jungen deutschen Fernsehen fortsetzten. 1953 wurde in Berlin-Ost Die Distel als erstes staatliches Kabarett der DDR eröffnet – zensiert, aber mit listig verhüllten DDR-Sticheleien. Weitere ostdeutsche Kabaretts wie die Kneifzange und die Leipziger Pfeffermühle folgten, hatten aber beim Wortwitz stets auf die besonderen Gäste im Publikum zu achten, die man, so Peter Ensikat, sofort daran erkannte, „… dass sie erst dann zu lachen anfingen, wenn der dienstvorgesetzte Nebenmann dies ebenfalls tat.“ Das DDR-Kabarett war alsbald in die staatlichen Theater-Strukturen eingebunden und musste den „scharfen Grat zwischen Anpassung und verschlüsselter Kritik“ begehen, wo es „zuweilen virtuos die Quadratur des Kreises seilzutanzen“ hatte, wie Volker Kühn als „graue Eminenz des Kabaretts“ und ausgewiesener Kenner seiner Geschichte feststellte.
In den 1960er Jahren waren es in Westdeutschland vor allem Kabarettisten wie Wolfgang Neuss (Das jüngste Gerücht, Neuss Deutschland (eine Zeitung), Die Villon Show, Asyl im Domizil), Heinz Erhardt (Noch’n Gedicht) oder Werner Finck (Kabarett Nebelhorn in Zürich), die neben den großen Kabarett-Ensembles aus Düsseldorf, München und Berlin dem Zeitgeist ihren Wortwitz entgegensetzten. Ende der 1960er Jahre spaltete die Studentenbewegung Teile des Kabaretts in Deutschland. Künstler wie Hanns Dieter Hüsch wurden ausgepfiffen, weil die Studenten in ihnen Teile des Establishments sahen. Die erstmals 1966 bei den Wühlmäusen zu sehende kabarettistische Großform (Autor dieses Programms war Heio Müller) wurde von weiteren Kabaretts aufgegriffen.

Volkmar Staub (links) und Florian Schroeder (rechts) während einer Kabarettaufführung

In den 1970er Jahren entwickelten sich weitere neue Formen des Kabaretts wie Dieter Hildebrandts kabarettistische TV-Sendung Notizen aus der Provinz und ab 1977 das Szenekabarett Die 3 Tornados. Noch in den ausgehenden 1980er Jahren war politisches Kabarett in der Bundesrepublik angesehener Teil der Gesellschaftskritik und gewann nach der Vereinigung von Bundesrepublik und DDR nochmals kurz an Bedeutung. Neue Künstler wie der Frankfurter Matthias Beltz (Vorläufiges Frankfurter Fronttheater) oder Mathias Richling setzten Zeichen. In den 1990er Jahren wurde das Kabarett aber gleich von mehreren Seiten verdrängt. Der Comedy-Boom (Comedy ist mit dem Kabarett verwandt, aber meistens nicht politisch), das Privatfernsehen und die damit verbundene Prioritätensetzung der öffentlich-rechtlichen Anstalten sowie ein geringer werdendes Interesse des Publikums sorgten für einen Rückgang von Kabarettprogrammen. In der ARD verblieb einzig die Sendung Scheibenwischer (mit Bruno Jonas und Mathias Richling) im Programm bzw. die Nachfolge-Sendung unter dem Titel Satire Gipfel mit Mathias Richling, bzw. seit 2011 mit Dieter Nuhr unter dem Namen nuhr im Ersten. Das ZDF zeigte von Januar 2007 bis Oktober 2013 die Sendung Neues aus der Anstalt mit Urban Priol, Georg Schramm (Folgen 1–36) und Frank-Markus Barwasser (Folgen 37–62). Seit Februar 2014 präsentiert das ZDF die Nachfolge-Sendung Die Anstalt mit Max Uthoff und Claus von Wagner. Von September 2015 bis Dezember 2020 lief im ZDF zudem die Kabarett-Late-Night-Show Mann, Sieber! mit Christoph Sieber und Tobias Mann. Die dritten Programme senden regelmäßig Kabarett (Quer, bis 2012 Ottis Schlachthof und seit März 2013 schlachthof im BR, Mitternachtsspitzen im WDR, Extra 3 im NDR oder Richling – Zwerch trifft Fell sowie Spätschicht – Die Comedy Bühne im SWR). Im 3sat lief von 2004 bis 2007 die Sendung alles muss raus mit Urban Priol. Aktuelle Ereignisse im Kabarett (News, TV-Sendungen, Radio-Sendungen, Premieren, Veranstaltungsorte, Veranstaltungen…) werden seit dem Jahr 2000 auf der Webseite Kabarett-News.de präsentiert.
Die von der Bundesrepublik Deutschland geförderte Stiftung Deutsches Kabarettarchiv hat ihren Standort in Mainz im historischen Proviant-Magazin. Zur Neueröffnung wurde zugleich ein Walk of Fame des Kabaretts zwischen dem Mainzer Forum-Theater unterhaus und dem Deutschen Kabarettarchiv eröffnet: Bronzetafeln mit einem Edelstahlstern, der die Gravur des Namenszuges einer aus der Kabarettgeschichte herausragenden Persönlichkeit enthält. Zu den ersten gehörten Werner Finck, Lore Lorentz, Erich Kästner, Kurt Tucholsky und Klabund.
Zeit-Autor Felix Dachsel hat 2017 kritisiert, dass das Kabarett in Deutschland in jüngerer Zeit stark zum Moralisieren und zur Belehrung neige, und es anders als Late-Night-Shows in den Vereinigten Staaten (Jimmy Kimmel, Stephen Colbert, Jon Stewart) empfindlich an Witz vermissen lasse.

### Österreich
Die Geschichte des Kabaretts in Österreich reicht zurück bis in die letzten Jahrzehnte der Habsburgermonarchie, als Komiker und Possenreißer mit ihren Erzählungen das Publikum zum Lachen brachten. Das erste Kabarett wurde am 16. November 1901 in Wien von Felix Salten eröffnet und hieß Jung-Wiener Theater zum lieben Augustin und war im Theater an der Wien eingerichtet. Es gab allerdings nur sieben Vorstellungen. Erst ab 1906 entstand eine nachhaltige Kabarettszene. In jenem Jahr wurde – abermals im Theater an der Wien – das Kabarett Hölle eröffnet sowie in der Ballgasse das Kabarett Nachtlicht, das 1907 schloss und als Cabaret Fledermaus neu eröffnet wurde. In der Hölle begann auch Fritz Grünbaums Karriere als philosophierender Conférencier. 1912 eröffnete das noch heute bestehende Kabarett Simpl, das als Kellertheater viele Stars dieser Kunst hervorbrachte.
Bis zum Anschluss Österreichs 1938 gedieh diese untrennbar mit der zahlreichen jüdischen Bevölkerung Wiens verbundene Kunstform in hervorragender Weise auf dem vorwiegend bürgerlich-liberalen Publikum.
Dass das österreichische Kabarett nach Nationalsozialismus und Zweitem Weltkrieg und der Vertreibung und Ermordung der Juden wiederauferstehen konnte, lag daran, dass einige der vertriebenen Kabarettisten zurückkehrten, so Karl Farkas 1946, Hermann Leopoldi 1947, Gerhard Bronner 1948, Armin Berg 1949 und Georg Kreisler 1955. Berg und Farkas verhalfen dem Traditions-Kabarett Simpl ab 1949 zu erneutem Erfolg, Bronner und Kreisler gründeten 1955 unter anderem mit Helmut Qualtinger das später so genannte Namenlose Ensemble und Leopoldi tourte durch den gesamten deutschsprachigen Raum. Weitere Kabarettgrößen vor dem Zweiten Weltkrieg waren Heinrich Eisenbach, Alexander Roda Roda, Fritz Grünbaum und Egon Friedell, die bis auf Eisenbach entweder in der Emigration oder in der Zeit des Nationalsozialismus ums Leben kamen.
Eine neue Generation des Kabaretts entstand in den 1970er Jahren aus dem Studentenprotest und der alternativen Szene heraus, darunter Lukas Resetarits und Erwin Steinhauer. Ihnen folgte ab Ende der 1980er Jahre eine Welle neuer Kabarettisten und Kabarettgruppen, die dem Kabarett bis zum heutigen Tage in Österreich einen Stellenwert als Massenmedium zukommen lassen. Zu den bekanntesten Vertretern des österreichischen Kabaretts der Gegenwart zählen Roland Düringer, der als Hauptdarsteller der erfolgreichsten Kabarettfilme agierte und mit seinen Shows auch schon die Wiener Stadthalle füllen konnte, Alfred Dorfer, der vor allem politisches Kabarett betreibt und 2004 bis 2011 die TV-Satireshow Dorfers Donnerstalk leitete, sowie Josef Hader, dessen tragisch-komischer Humor im gesamten deutschsprachigen Raum Kultstatus genießt.
Ebenfalls zählen seit Ende der 1980er Jahre Andreas Vitasek, Reinhard Nowak und Andrea Händler zu den Fixgrößen des österreichischen Kabaretts, die mit Dorfer vor allem in den populären Kabarettfilmen der 1990er Jahre stets Hauptrollen besetzten. Deren gemeinsamer Ursprung ist die Kabarettgruppe Schlabarett. Weitere seit vielen Jahren populäre Kabarettisten und Kabarettgruppen sind Die Hektiker, Gunkl, Stermann & Grissemann, Florian Scheuba, Thomas Maurer, Michael Niavarani, Viktor Gernot, Thomas Stipsits oder seit Ende der 1990er Jahre Alf Poier und seit der Jahrtausendwende Maschek, Nadja Maleh, Hosea Ratschiller, Gernot Haas, Monica Weinzettl und die Science Busters. Unter Newcomer zu reihen sind die Gruppe Vetophil, RaDeschnig, Flüsterzweieck, Aschenbrenner.wunderl sowie Paul Pizzera und Otto Jaus, Nina Hartmann und Lisa Eckhart. Das Kabarett ist heute mehr als je zuvor wesentlicher Bestandteil der österreichischen Kulturlandschaft.

## Bekannte Kabarettbühnen, Ensembles und Kabarettisten

### Kabarettbühnen und Ensembles
Deutschland
- academixer, Leipzig
- Alma Hoppes Lustspielhaus, Hamburg
- Bar jeder Vernunft, Berlin
- Bühne Pepperoni, Bocholt
- Die Distel, Berlin
- Die Kleinen Fische, München
- Die Kneifzange, Berlin
- Die Schmiere, Frankfurt am Main
- Die Stachelschweine, Berlin
- Die Wendeltreppe, Hamburg
- Die Wühlmäuse, Berlin
- Frischer Wind, Berlin
- Haus der Springmaus, Bonn
- Herkuleskeule, Dresden
- Kabarett Denkzettel, Magdeburg
- Kabarett im Hofgarten, Aschaffenburg
- Kabarett Kleine Bühne, Berlin
- Kabarett Leipziger Brettl
- Kleinkunstbühne Kochsmühle, Obernburg
- Kom(m)ödchen, Düsseldorf
- Leipziger Pfeffermühle
- Lustspielhaus, München
- Magdeburger Zwickmühle
- Münchner Lach- und Schießgesellschaft
- Nürnberger Burgtheater
- Pantheon-Theater, Bonn
- Polittbüro, Hamburg
- Rationaltheater, München
- Renitenztheater, Stuttgart
- Rex-Theater, Wuppertal
- Scharfrichterhaus, Passau
- Senftöpfchen, Köln
- Stratmanns Theater Europahaus, Essen
- Theater am Küchengarten (TAK), Hannover
- Theater Waidspeicher, Erfurt
- unterhaus – Mainzer Forum-Theater

Österreich
- CasaNova Vienna, Wien
- Kabarett Niedermair, Wien
- Namenloses Ensemble, Wien
- Orpheum Wien
- Simpl, Wien
- Spektakel Wien, Wien
- Stadtsaal, Wien
- Theater am Alsergrund, Wien
- Theater in der Drachengasse. Wien
- Treibhaus (Kulturzentrum), Innsbruck
- Vindobona, Wien
- Wiener Metropol, Wien
- Zur Kulisse, Wien

### Deutschsprachige Kabarettisten
Einige der einflussreichsten und bekanntesten Künstler waren oder sind:
Willy Astor, Django Asül, Frank-Markus Barwasser, Jürgen Becker, Matthias Beltz, Jan Böhmermann, Jochen Busse, HG. Butzko, Matthias Deutschmann, Alfred Dorfer, Matthias Egersdörfer, Christian Ehring, Werner Finck, Ottfried Fischer, Lisa Fitz, Thomas Freitag, Rainald Grebe, Monika Gruber, Günter Grünwald, Josef Hader, Dieter Hallervorden, Anny Hartmann, Dieter Hildebrandt, Rüdiger Hoffmann, Jörg Hube, Hanns Dieter Hüsch, Gerburg Jahnke, Bruno Jonas, Luise Kinseher, Marc-Uwe Kling, Frank Klötgen, Wolfgang Krebs, Georg Kreisler, Hellmuth Krüger, Frank Lüdecke, Uwe Lyko, Jochen Malmsheimer, Manfred Maurenbrecher, Rolf Miller, Wolfgang Neuss, Dieter Nuhr, Sissi Perlinger, Volker Pispers, Lisa Politt, Gerhard Polt, Urban Priol, Annette Postel, Sebastian Pufpaff, Arnulf Rating, Andreas Rebers, Hagen Rether, Mathias Richling, Richard Rogler, Helmut Ruge, Helmut Schleich, Wilfried Schmickler, Harald Schmidt, Werner Schneyder, Georg Schramm, Martina Schwarzmann, Horst Schroth, Olaf Schubert, Christoph Sieber, Simone Solga, Uwe Steimle, Ludger Stratmann, Dieter Süverkrüp, Günter Thews, Mathias Tretter, Max Uthoff, Henning Venske, Claus von Wagner, Bodo Wartke, Philipp Weber, Sigi Zimmerschied.
Noch umfangreichere Listen finden sich in den Kategorien Kabarettisten (Deutschland), Kabarettisten (Österreich) und Kabarettisten (Schweiz).

## Kabarett-Festspiele
Deutschland
- Leipziger Lachmesse
- Prix Pantheon, Bonn
- Das große Kleinkunstfestival bei den Wühlmäusen in Berlin
- Festival der Bundesvereinigung Kabarett in Aschersleben, Sachsen-Anhalt
- Rügener Kabarett-Regatta, Putbus, Insel Rügen[10]
- Apoldaer Kabarett-Tage[11]
- Kabarettherbst, Biberach

Österreich
- Wiener Kabarettfestival
- Ybbsiade in Ybbs an der Donau, Niederösterreich

Schweiz
- Oltner Kabarett-Tage

## Kabarett- und Kleinkunstpreise
Deutschland
- Bayerischer Kabarettpreis
- Bielefelder Kabarettpreis
- Cabinet-Preis
- Das große Kleinkunstfestival
- Das Schwarze Schaf
- Der EDDI
- Der Rostocker Koggenzieher
- Deutscher Comedypreis
- Deutscher Kabarettpreis
- Deutscher Kleinkunstpreis
- Garchinger Kleinkunstmaske
- Jugend kulturell
- Kabarettbundesliga
- Kabarettpreis der Landeshauptstadt München, seit 2016 Dieter-Hildebrandt-Preis
- Kabarett Kaktus
- Kleinkunst-Igel
- Kleinkunstpreis Baden-Württemberg
- Krefelder Krähe
- Leipziger Löwenzahn
- Melsunger Kabarettwettbewerb Scharfe Barte
- Mindener Stichling
- Morenhovener Lupe
- Münsterländer Kabarettpreis
- Niederstätter surPrize (Bozen; bis 2008: Roner surPrize)
- Nordrhein-Westfälischer-Kleinkunstpreis „Bocholter Pepperoni“
- Obernburger Mühlstein
- Prix Pantheon
- Ravensburger Kupferle
- Reinheimer Satirelöwe
- ScharfrichterBeil
- Sprungbrett (Kabarettpreis) – Förderpreis des Handelsblattes
- St. Ingberter Pfanne
- Stuttgarter Besen
- Tegtmeiers Erben
- Thurn und Taxis Kabarettpreis
- Thüringer Kleinkunstpreis
- Till-Preis
- Wilhelmshavener Knurrhahn

Österreich
- Ennser Kleinkunstkartoffel
- Freistädter Frischling
- Grazer Kleinkunstvogel
- Goldener Kleinkunstnagel
- Österreichischer Kabarettpreis (bis 2006 auch Karl genannt)
- Österreichischer Kleinkunstpreis
- Salzburger Stier (je einen Vertreter aus Österreich, Deutschland und der Schweiz)

Schweiz
- Schweizer Kabarett-Preis Cornichon der Oltner Kabarett-Tage
- Schweizer KleinKunstPreis
- Swiss Comedy Award